# Dorrón
San Juan de Dorrón (en gallego, San Xoan de Dorrón), o simplemente Dorrón, es una parroquia gallega del municipio español de Sangenjo, en la provincia de Pontevedra. Tiene una extensión de 5,6 km² y limita con la Bordones, Meaño, Poyo y la ría de Pontevedra.

## Economía
Su actividad económica se basa principalmente en la agricultura. Actualmente es un destino de retiro muy buscado por personas de distintas partes del mundo por sus increíbles vistas y su paz imperecedera a escasos minutos de playas pacíficas y bellas así como de la Villa de Sangenjo.
Los bosques de la zona poseen entornos de plantas y árboles auctóctonos a pesar de la gran producción de eucaliptus para la fabricación de pasta de celulosa que sostiene la economía local.

## Geografía
La parroquia tiene una extensión de 5,6 km². Sus límites son con la parroquia de Bordones, con el ayuntamiento de Meaño, con Poyo y con la ría de Pontevedra. Dorrón se caracteriza por diversidad de paisajes, con montes de relativa altitud, un valle y playas como Pampaido, Área de Agra y la playa de Areas, mucho más amplia en extensión.
La playa de Área de Agra es una bella cala protegida de los vientos de la zona, muy tranquila y de aguas cristalinas. También es apta para el surf con unas condiciones solo adecuadas para los practicantes más expertos por su dificultad y sus fondos de piedra. Es ideal para la pesca submarina.

## Poblaciones
Según el nomenclátor de 2011 la parroquia comprende las poblaciones de:
- Areas
- Barreiro
- Casal
- A Granxa
- A Costa
- O Castro
- Os Cotos
- Freixeiro
- Magaláns
- O Outeiro
- Recarei
- Reguengo
- Rodeiras
- A Torre